# František Vaněk (lední hokejista)

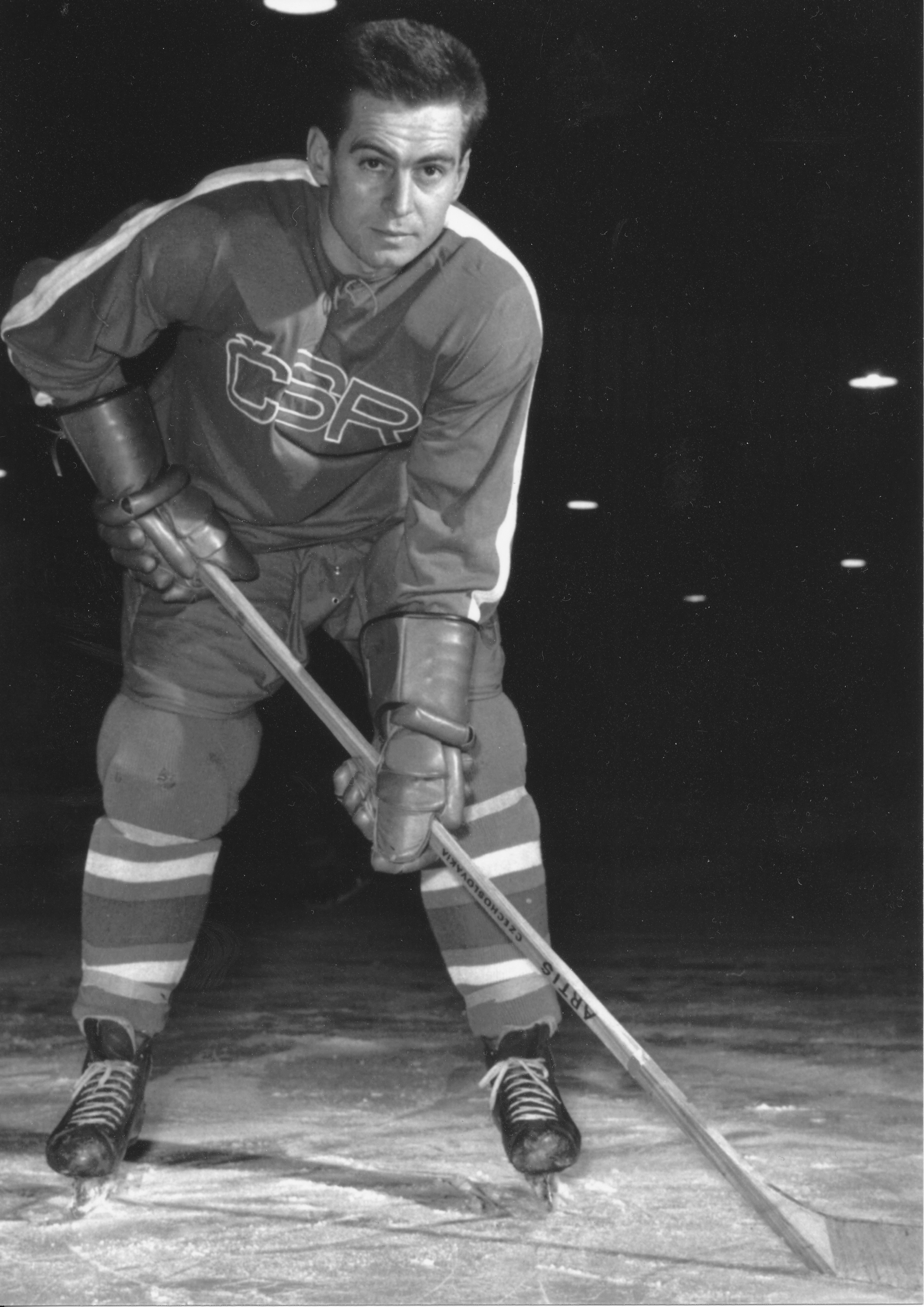
František Vaněk

František Vaněk (3. prosince 1931 Uherský Ostroh – 2. září 2020) byl československý hráč ledního hokeje. Díky své technické a nápadité hře získal přezdívku „profesor“. V roce 2009 byl uveden do Síně slávy českého hokeje.

## Život
Narodil se v Uherském Ostrohu. Do roku 1946 hrál za Viktorii Uherský Ostroh, v letech 1946–1948 byl jeho působištěm Slavoj Loštice a v letech 1948–1951 Sokol Mohelnice. V roce 1951 přišel do Brna. Do roku 1953 byl členem SK Královo Pole. V roce 1953 pak přešel do Rudé Hvězdy Brno, dnešní Komety Brno. Zde hrál do roku 1967.
V letech 1966–1970 a 1974–1975 pak působil jako její trenér.
Jako hráč se účastnil dvakrát olympijských her (1956 a 1960) a v letech 1957 až 1959, 1961 a 1963 5× mistrovství světa. V roce 2009 byl uveden do Síně slávy českého hokeje.
Jako trenér pak působil ještě v Olomouci. Na konci kariéry potom několik let trénoval ve Švýcarsku v klubech HC Sierre a EHC Biel. S klubem EHC Biel se stal Mistrem Švýcarska (1978?).